# Titan (oblast de Mourmansk)
Pour les articles homonymes, voir Titan.
Titan (en russe : Титан) est une localité de l'okroug municipal de Kirovsk de l'oblast de Mourmansk, en Russie arctique. Sa population s'élevait à 1 332 habitants au recensement de 2021.

## Géographie
Le village de Titan se situe dans l'oblast de Mourmansk, un oblast de la Laponie, en Russie arctique, et il fait partie du district fédéral du Nord-Ouest. Le village fait partie de l'okroug municipal de Kirovsk une subdivision de l'oblast.  
Titan, comme tout l'oblast de Mourmansk, est située dans le fuseau horaire MSK (heure de Moscou). Le décalage horaire appliqué par rapport au temps universel coordonné est +03:00.

## Démographie
Recensements (*) et estimations de la population,:
| 2002 * | 2010* | 2021* | - |
| ------ | ----- | ----- | - |
| 1 635  | 1 442 | 1 332 | - |

Concernant les ethnies, en 2002, sur les 252 habitants, il y avait 87 % de Russes.